# Earl Shilton
Earl Shilton är en ort och civil parish i Storbritannien.   Den ligger i grevskapet Leicestershire och riksdelen England, i den södra delen av landet, 140 km nordväst om huvudstaden London. Earl Shilton ligger 117 meter över havet och antalet invånare är 9 000.
Terrängen runt Earl Shilton är platt. Runt Earl Shilton är det tätbefolkat, med 613 invånare per kvadratkilometer. Närmaste större samhälle är Leicester, 14,2 km nordost om Earl Shilton. Trakten runt Earl Shilton består till största delen av jordbruksmark.